# Landscha bei Weiz
Landscha bei Weiz ist eine Ortschaft und eine Katastralgemeinde der Gemeinde Thannhausen in der Steiermark.
Der Ort befindet sich nördlich von Weiz auf einer Anhöhe, von der man das Stadtgebiet von Weiz gut überblickt. Aufgrund der Nähe zu Weiz und der ruhigen Lage ist Landscha ein beliebtes Naherholungsgebiet.

## Geschichte
Das früheste Schriftzeugnis ist von 1295 und lautet „Lentschey“. Der Name geht auf slawisch ločica (Aue, feuchter Grund) zurück.
Zum 1. Jänner 1968 erfolgte die Eingliederung der Gemeinde Landscha bei Weiz als Katastralgemeinde in die Gemeinde Thannhausen.